# God of War (франшиза)
God of War (рус. Бог войны) — серия компьютерных игр в экшн-жанрах hack and slash и action-adventure. Основана на древнегреческой и скандинавской мифологии. Главным героем всех игр серии является спартанский воин Кратос, бросивший вызов богам. Основные игры серии разрабатываются студией Santa Monica Studio, которая является калифорнийским отделом компании Sony Interactive Entertainment.
Дебют серии God of War состоялся в марте 2005 года, когда для консоли PlayStation 2 вышла первая игра серии — God of War, разработанная SCE Santa Monica. Игра оказалась по версии IGN на первой строчке самых лучших игр на PS2. Сиквел, God of War II был разработан также SCE Santa Monica и выпущен в марте 2007 года тоже для PlayStation 2. В июне этого же года была выпущена игра для мобильных устройств на платформе Java — God of War: Betrayal, который был разработан компанией Javaground.
В марте 2008 года эксклюзивно для PlayStation Portable вышел приквел к первой игре серии — God of War: Chains of Olympus, который был разработан компанией Ready at Dawn Studios.
God of War III вышла для PlayStation 3 16 марта 2010 года в США и 17 марта в России. Локализатором и дистрибьютором выступила компания Soft Club.
2 ноября 2010 года вышел God of War: Ghost of Sparta, по хронологии он находится между God of War и God of War II. 16 сентября 2011 года вышел сборник God of War Collection Volume II, включающий в себя переиздания God of War: Chains of Olympus и God of War: Ghost of Sparta для консоли PlayStation 3. В апреле 2012 года был анонсирован God of War: Ascension для PlayStation 3, игра вышла 12 марта 2013 года.
Утёкшие в сеть в апреле 2016 иллюстрации от художника, работавшего над необъявленной следующей частью God of War, свидетельствуют о том, что игра будет основана на скандинавской мифологии. Во время выставки E3 2016 была представлена восьмая игра в серии — God of War. Игра вышла 20 апреля 2018 года. В декабре 2018 года на премии The Game Awards 2018 получила звание игры года. В марте 2019 года на премии Game Developers Choice Awards 2019 игра была признана лучшей и получила награду «Игра года».

## Игры серии
| 2005 | God of War                        |
| 2006 |                                   |
| 2007 | God of War II                     |
| 2007 | God of War: Betrayal              |
| 2008 | God of War: Chains of Olympus     |
| 2009 | God of War Collection (PS3)       |
| 2010 | God of War III                    |
| 2010 | God of War: Ghost of Sparta       |
| 2011 | God of War: Origins Collection    |
| 2012 | God of War Saga                   |
| 2013 | God of War: Ascension             |
| 2014 | God of War Collection (Vita)      |
| 2015 | God of War III Remastered         |
| 2016 |                                   |
| 2017 |                                   |
| 2018 | God of War: A Call from the Wilds |
| 2018 | God of War                        |
| 2019 |                                   |
| 2020 |                                   |
| 2021 |                                   |
| 2022 | God of War: Ragnarök              |

### Основная серия
- God of War (2005) — PlayStation 2, PlayStation 3, PlayStation Vita
- God of War II (2007) — PlayStation 2, PlayStation 3, PlayStation Vita
- God of War III (2010) — PlayStation 3, PlayStation 4
- God of War (2018) — PlayStation 4, Windows
- God of War: Ragnarök (2022) — PlayStation 4, PlayStation 5, Windows

### Спин-оффы
- God of War: Betrayal (2007) — J2ME
- God of War: Chains of Olympus (2008) — PlayStation Portable, PlayStation 3
- God of War: Ghost of Sparta (2010) — PlayStation Portable, PlayStation 3
- God of War: Ascension (2013) — PlayStation 3

### Сборники
- God of War Collection — PlayStation 3, Playstation Vita
- God of War: Origins Collection — PlayStation 3
- God of War Saga — PlayStation 3

## Хронология
1. God of War: Ascension
2. God of War: Chains of Olympus
3. God of War (2005)
4. God of War: Ghost of Sparta
5. God of War: Betrayal
6. God of War II
7. God of War III
8. God of War (2018)
9. God of War: Ragnarök

## Состав разработчиков
| Год  | Игра                 | Руководители            | Продюсер(ы)                                                  | Геймдизайнер(ы)    | Сценарист(ы)                                            | Композитор(ы)                                                                                            |
| ---- | -------------------- | ----------------------- | ------------------------------------------------------------ | ------------------ | ------------------------------------------------------- | --- |
| 2005 | God of War           | Дэвид Яффе              | Шеннон Стадстилл                                             | Дэвид Яффе         | Марианна Кравчук, Александр Штейн, Дэвид Яффе, Кейт Фэй | Жерар Марино, Майк Рейган, Рон Фиш, Уинифред Филлипс, Винни Уолдрон, Крис Веласко, Марчелло де Франциски |
| 2007 | God of War II        | Дэвид Яффе, Кори Барлог | Стив Катерсон                                                | Кори Барлог        | Марианна Кравчук, Кори Барлог, Джеймс Барлог            | Жерар Марино, Майк Рейган, Рон Фиш, Крис Веласко                                                         |
| 2010 | God of War III       | Стиг Асмуссен           | Стив Катерсон                                                | Тодд Папи          | Марианна Кравчук                                        | Жерар Марино, Майк Рейган, Рон Фиш, Крис Веласко, Джефф Рона                                             |
| 2018 | God of War           | Кори Барлог             | Юми Янг, Элизабет Дэм Вонг, Шон Луэллин, Чад Кокс, Эрик Фонг | Дерек Дэниелс      | Мэтт Софос, Ричард Зангранд Гобер, Кори Барлог          | Беар Маккрири                                                                                            |
| 2022 | God of War: Ragnarök | Эрик Уильямс            | Юми Янг, Элизабет Дэм Вонг, Чад Кокс, Кори Барлог            | Джейсон Макдональд | Мэтт Софос, Ричард Зангранд Гобер                       | Беар Маккрири                                                                                            |

## Сюжет
Все игры рассказывают историю полубога (отец — бог, а мать — человек) — спартанского генерала Кратоса. Потеряв в детстве родного брата Деймоса, он принес ему клятву верности и сделал на теле татуировку, повторяющую родимое пятно Деймоса. Много лет спустя, попав в засаду огромного войска варваров и уже ощущая холодное дыхание смерти, Кратос воззвал о помощи к богу войны Аресу. Арес согласился взять Кратоса в услужение в обмен на его жизнь и победу в бою. Получив из рук бога войны Клинки Хаоса, цепи которых были буквально впаяны в плоть нового владельца, воин стал сеять хаос и разрушение по всей стране по приказу своего повелителя. Но вскоре коварный бог вынудил Кратоса убить собственную семью. Оракул разрушенной Кратосом деревни, навеки проклял спартанца за этот поступок и связал пепел тел его жены и дочери с его кожей, которая навсегда окрасилась в белый, за что он получил свое прозвище — Призрак Спарты. Совершив столь ужасное преступление, Кратос решил во что бы то ни стало отомстить Аресу.
Но клятвы, данные богам Олимпа, нельзя нарушать безнаказанно. Обреченный на вечные муки Кратос оказался в плену у королевы фурий Алекто и двух её сестер: Мегеры и Тисифоны. Закованный в цепи, Кратос на протяжении 2 недель испытывал ежедневные физические и ментальные страдания. Кратос в конце концов вырвался из страшной тюрьмы и убил всех фурий. Желая заслужить прощение, Призрак Спарты согласился на долгих десять лет стать верным слугой Олимпа. Но тут бог солнца Гелиос оказался захвачен в плен. Некому было помешать Морфею окутать Грецию чёрным туманом. Сражаясь с приспешниками бога сновидений, Кратос обнаружил, что паутина лжи и тайны гораздо плотнее, чем казалось на первый взгляд. При этом Кратоса постоянно терзал дух его погибшей дочери Каллиопы. Кровавый путь привел спартанца к вратам царства Персефоны. Одолев титана Атланта и саму богиню, Кратос освободил ото сна богов. Но путь его мести только начинался…
Недалеко от Афин, где Кратосу удалось победить ужасное чудовище — трехголовую гидру, сама Афина послала Призрака Спарты на борьбу с Аресом. Афина желала спасти свой город от разорения, но для Кратоса это был шанс отомстить. Чтобы победить бога войны, спартанец должен был добраться до ящика Пандоры, который наделял своего владельца поистине божественной силой. К несчастью для Кратоса, ящик находился в глубинах храма Пандоры, который, в свою очередь, располагался на спине титана Кроноса, обреченного Зевсом вечно блуждать в пустыне Заблудших душ. Одолев множество противников, Кратос постепенно выяснил правду о своем прошлом и в конце концов сошёлся в финальном поединке с самим Аресом. Одолев его, он сам стал новым богом войны и занял место среди прочих олимпийцев, хотя те совсем не были рады такому соседству.
Однако, жизнь бессмертного бога оказалась не так проста. Кратоса и дальше продолжали терзать видения прошлого — его погибшего в детстве брата Деймоса. Отправившись на поиски храма Посейдона, находящегося в Атлантиде, Кратос проигнорировал просьбы Афины подождать, пока видения прошлого перестанут мучить его. На пути к храму, Кратос сразился с огромным морским чудовищем Сциллой. Одолев монстра, он попал к смертному одру своей матери, где узнал о том, что Деймос не погиб, а был похищен кем-то из олимпийцев. Сама Афина стояла за этим похищением. Всему виной древнее пророчество, гласящее что один из братьев свергнет богов-олимпийцев. Таким образом, похитив Деймоса, боги сами невольно спровоцировали его исполнение. Вскоре Кратос нашел брата, но уже слишком поздно — Деймос находился в услужении бога смерти Танатоса. Деймос сказал, что никогда не простит своего брата и что он ненавидит его, после чего братья начали схватку, в которой Деймос одержал победу, до полусмерти избив Кратоса, но появляется Танатос и хватает Деймоса, сказав, что Кратос заплатит за убийство его дочери, Эринии, которую Кратос встретил и убил на своём пути. Кратос успевает в последний момент спасти своего брата и примиряется с ним. Общими усилиями братья одолели бога, но Деймос погиб — в бою, с оружием в руках, как и подобает настоящему спартанцу.
После произошедшего Кратос отказался делить власть с олимпийцами, которые так долго обманывали его. Он начал открыто помогать спартанцам в сражениях, чем навлек на себя гнев самого Зевса. Верховный бог убил Кратоса, лишил его всей божественной силы и отправил в вечное изгнание в загробный мир. Но тут на помощь Кратосу пришла Гея, мать титанов. Она предлагает ему сделку: Кратос должен помочь титанам уничтожить богов. Ослеплённый жаждой мщения, Кратос согласился. Найдя Мойр на Острове Творения и заставив их изменить его прошлое, отмотав нить его судьбы назад, спартанец вернулся к жизни и вновь вступил в схватку с Зевсом. В пылу битвы, он случайно смертельно ранил Афину. Перед смертью она призналась ему, что он — сын Зевса.
Единственный союзник Кратоса погиб, отчего он окончательно решил свергнуть богов Олимпа. Для этого он объединился с титанами и отправился в путешествие, которое завершилось одной из самых разрушительных и жутких битв в истории мира. Ни кентавры, ни циклопы, ни ужасные химеры или даже сам Минотавр не способны были остановить решительного спартанца. Кратос убил всех олимпийцев — Посейдона, Аида, Гермеса, Гефеста, Гелиоса, Геракла, Геру и даже отца всех титанов Кроноса. В финале непобедимый спартанец в третий раз сошелся в решающем поединке с самим Зевсом и, едва не ценой своей жизни, одолел его.
Мир погрузился в хаос, когда внезапно появился призрак Афины. Стало понятно, что всё произошедшее было её планом, чтобы получить всю власть и силу богов, которую Кратос вобрал в себя. Она потребовала, чтобы спартанец отдал ей эту силу, но он произнес сакраментальную фразу «Моя месть свершилась…» и пронзил себя Мечом Олимпа. Вся накопленная ранее божественная сила ушла в небо, на благо будущему человечеству. Афина была в ярости, но ничего не могла поделать. Она бросила Кратоса на погибель и исчезла. Какое-то время воин тяжело дышал, но потом всё прекратилось. Через некоторое время на том самом месте, на котором лежало тело Кратоса, уже было пусто. Следы крови вели к обрыву…
Прошло много лет с тех пор, как Кратос свершил свою месть над богами Олимпа и даровал силу надежды всему человечеству. Кратос покинул Грецию и ныне живёт отшельнической жизнью в далеком суровом мире Скандинавских богов и монстров, именуемом местными Мидгардом. Там он нашел любовь в лице смертной женщины-воина Фей, которая родила от спартанца сына Атрея. Мальчик рос с матерью, которая учила его охоте и стрельбе из лука «Когтя», который сама ему сделала, разным языкам Девяти Миров, а также рассказывала ему о богах и обитателях Мидгарда. В то время Кратос мало уделял внимания сыну, предпочитая своё одиночество, стараясь скрыть как своё прошлое, так и свою божественную сущность. Однако Фей умерла, оставив Кратосу свой боевой топор «Левиафан» и просьбу сжечь её, а прах развеять «на самой высокой точке Девяти Миров». Также она просит позаботиться об Атрее. Однако это оказалось непростой задачей для Кратоса, к своему сыну он относился совершенно иначе, нежели мать — был жестким и грубым с мальчиком.
Кратос готовился к великому походу на самую высокую гору Мидгарда, но, посчитав мальчика неготовым к такому приключению, тянул с отправкой в путь. К сожалению, качественно подготовиться им так и не удалось, в один прекрасный день в дверь дома Кратоса постучались, это оказался таинственный незнакомец. Совершив краткий диалог, чужак нападает на главного героя, случается опасная битва, в ходе которой становится ясно, что неизвестный им на самом деле является богом. Благодаря способности «совершенно ничего не чувствовать» непрошенный гость практически одолел Кратоса, но удача была на стороне главного героя, благодаря чему он выиграл. Скинув неизвестного с обрыва, Кратос надеялся никогда больше не увидеть чужака. После этого случая главному герою становится ясно, что оставаться дома небезопасно. Кратос решает отправиться в путь, несмотря на неподготовленность мальчика.
На своем пути Атрей учится охоте, несмотря на свою вспыльчивость, мальчику даже удается ранить большого кабана, но тот убегает в мистический туман, в котором Кратос на время теряет сына, пока не оказывается у входа в зачарованную чащу, где неизвестная Лесная ведьма отчитывает мальчика и его отца за ранение её «друга», последнего в своём роде. Искупая свою вину, Атрей и Кратос находят целебные лекарства, тем самым помогая ведьме спасти кабана от погибели. Вскоре после этого ведьма всячески старалась помочь Атрею и Кратосу, мальчик доверял незнакомке гораздо больше, чем его отец, однако свои благие намерения она объясняет желанием «искупить свои грехи, которая совершила много лет назад».
Кратос и его сын вновь продолжают свою миссию. В пути на гору их встречают многие трудности, которые сильно задерживают героев. Для их преодоления Кратосу и мальчику даже пришлось отправиться в один из девяти миров, с чем им вновь помогла ведьма. И вот, почти добравшись до пункта назначения, герои подслушивают разговор неизвестного им существа, будто бы вросшего в дерево, всё того же таинственного незнакомца, который хоть и был побежден Кратосом, но всё-таки остался в живых, и двух сыновей Тора: Магни и Моди. В ходе разговора становится ясно, что неизвестного, пришедшего в дом Кратоса, зовут Бальдр. Однако существо в дереве на их вопросы не ответило, после чего эти трое ушли. Кратос тоже решил поговорить с застрявшим в дереве. Назвавшись Мимиром — умнейшим из живых, существо рассказывает о своих мучениях в заточении Одина, который «заковал его сюда уж 109 зим назад». Также он рассказывает о заблуждении главных героев, ведь самая высокая гора находится не в Мидгарде, а в Йотунхейме — стране великанов. В обмен на освобождение из оков Мимир соглашается помочь Кратосу и мальчику в достижении своей цели. Существо просит отрубить ему голову и отнести ведьме, надеясь, что оживить его будет ей под силу. Кратос соглашается. По прибытии к ведьме уже воскресший Мимир (а, точнее, только его голова) пробалтывается о настоящем происхождении спасшей его: она оказалась Фрейей — одной из богинь (ванов). Однако её история не столь проста, и вскоре раскрывается, что у неё есть сын, отец которого не кто иной, как Один. Спустя время Мимир рассказывает о печальной судьбе женщины, которая согласилась выйти замуж за Одина ради спасения своего народа.
Кратоса, Атрея и Мимира ждал долгий путь в Йотунхейм, который уже много лет закрыт от посторонних глаз. После очередной болезни мальчика, настигавшей его из года в год, Кратос всё-таки нашел в себе силы рассказать о «проклятии», на которое обречен и он, и Атрей, а именно об их божественной сущности. Однако юный бог воспринял эту ситуацию совсем иначе — окончательно зазнавшись, он перестает слушаться отца, грубит своим друзьям и становится способным на убийство. Но вскоре после попадания главных героев в Хельхейм (страну мертвых), он одумывается и начинает исправлять свои ошибки. Происходившее с героями сильно повлияло на мальчика, он многое понял, и через какое-то время Кратос даже соглашается испить с ним вина из одной чаши. Всё ещё находясь в своем путешествии, герои преодолевают множество миров, добираясь до Йотунхейма, на пути Мимир вдруг вспоминает о Бальдре и его происхождении (он был сыном Фрейи). Фрейя, не хотевшая смерти сына, фактически стерла эту информацию из головы Мимира. Почти найдя ключ в Йотунхейм, Кратос и Атрей вновь столкнулись в битве с Бальдром, только на этот раз вмешалась Фрейя. Не желавшая ни смерти сына, ни смерти главных героев, она в истерике пыталась остановить их сражение. В битве им помогла веточка омелы, которая, как оказалось, и является слабостью Бальдра. К нему вернулись чувства, и убить его отныне стало возможно, этот момент стал переломным в сражении. В эпичной битве сошлись трое богов. По окончании сражения Кратос по просьбе Фрейи отпускает её проигравшего сына. Происходит диалог между Бальдром и его матерью, в котором сын ярко выражает свою ненависть к Фрейе. Бальдр уже много лет хочет отомстить богине за «украденные годы», которые он, по её вине, провел в бесчувственных скитаниях, не имевший возможности насладиться всеми прелестями жизни. Богиня готова пойти на всё ради своего сына и разрешает ему себя (Фрейю) убить «ради успокоения души», что Бальдр и пытается сделать. Однако Кратос счёл это неправильным, он вовремя останавливает и убивает сына Фрейи. Богиня остаётся жива, но вместо благодарности за спасение Кратос слышит лишь многочисленные проклятия в свой адрес. Фрейя уходит, неся тело Бальдра на руках.
Битва закончена, Кратос с Атреем всё-таки попадают в Йотунхейм. По прибытии они не видят ни единой души, а потом — лишь горы трупов великанов. Мальчик читает предсказания будущего и события из прошлого, нарисованные на стенах здания, после чего понимает, что его мать тоже имела свои секреты и была великаном (как говорил мальчик: «Не все великаны огромны»).
Кратос и Атрей (в предсказаниях великанов его имя звучало как Локи — именно так хотела назвать его мать) увидели множество предсказаний, в том числе и о Рагнарёке. Наконец, ступив на вершину горы, отец и сын развеяли прах матери по ветру, после чего ступили обратно в Мидгард.
По возвращении домой, Атрей видит сон, в котором после окончания Фимбулвинтера (Великой Зимы), к дому Кратоса и Атрея является таинственная фигура в тёмном плаще. Незнакомец откидывает свой плащ, демонстрируя легендарный молот Мьёльнир, принадлежащий Тору.

## Экранизация
Адаптация игры была объявлена в 2005 году. Дэвид Яффе подтверждал, что их совместный с Дэвидом Сэлфом сценарий был готов, и им лишь оставалось найти режиссёра. Яффе подтвердил, что Universal Studios займутся разработкой фильма, хотя и выразил позже своё сомнение. В сентябре 2008 года Бретт Ратнер подтвердил в интервью UGO, что будет режиссёром фильма, но в феврале 2009 года он покинул проект, чтобы заняться другим фильмом. В марте 2010 года Яффе подтвердил, что они потеряли творческий контроль над фильмом. 1 сентября 2010 года Яффе выпустил документальный фильм, где говорил, что главного героя должен был сыграть Дэниел Крейг, игравший Джеймса Бонда, но он отказался. Яффе нанял нового актёра, который согласился играть роль Кратоса. В июле 2012 года, The Hollywood Reporter подтвердил, что писатели Патрик Мелтон и Маркус Дунстан были наняты для адаптации игры.
30 августа 2012 года Патрик и Маркус заявили в интервью, что они собираются переработать старый сценарий, который больше походил на фильм. По их мнению, первым шагом будет социализация Кратоса как личности, воина, имевшего семью, и бесповоротно изменившегося в ходе битвы. Мелтон говорил: «Мы собираемся изучить Кратоса, чтобы понять его как человека… А потом как Призрака Спарты, отправившегося в путешествие». Дунстан говорил: «Вне сомнения, только вашего страха или поражения человеческих эмоций будет больше в таком большом фильме как God of War, нежели в любом хорроре». Мелтон и Дунстан также имеют планы на Ареса, стремясь сделать его более глубокой личностью.
В ноябре 2012 года писатели заявили в интервью, что фильм превзойдет подобные картины. Было подтверждено, что Чарльз Ровен и Алекс Гартнер, ответственные за состояние киноадаптации игровой серии, будут производить съемки картины God of War при поддержке Atlas Entertainment.
7 марта 2022 года новостной интернет-журнал Deadline сообщил, что на Amazon Prime Video ведутся переговоры о создании нового сериала по вселенной God of War. 26 мая президент Sony Interactive Entertainment Джим Райан подтвердил, что сериал будет снимать Amazon Studios. 14 декабря 2022 года Amazon Studios получила заказ на производство сериала. Его премьера состоится на Prime Video более чем в 240 странах и территориях по всему миру. Рейф Джадкинс («Колесо времени») будет шоураннером сериала; сценарий подготовят Марк Фергус и Хоук Остби («Дитя человеческое», «Железный человек»).

## Комикс
God of War — это серия из шести американских комиксов ограниченной серии, входящих в игровую вселенную God of War. Серия была написана Марвом Вольфманом, над рисунками работал Андреа Соррентино, а обложки для каждого выпуска были сделаны Энди Парком. Первые пять выпусков God of War были опубликованы WildStorm. Из-за закрытия компании в декабре 2010 года окончательный выпуск был опубликован их материнской компанией DC Comics. Выход первого выпуска совпал с выпуском игры God of War III, который вышел также в марте 2010 года. Последний выпуск был опубликован в январе 2011 года, а сборник всех выпусков комикса был опубликован в марте 2011 года.